# Franz Doppler

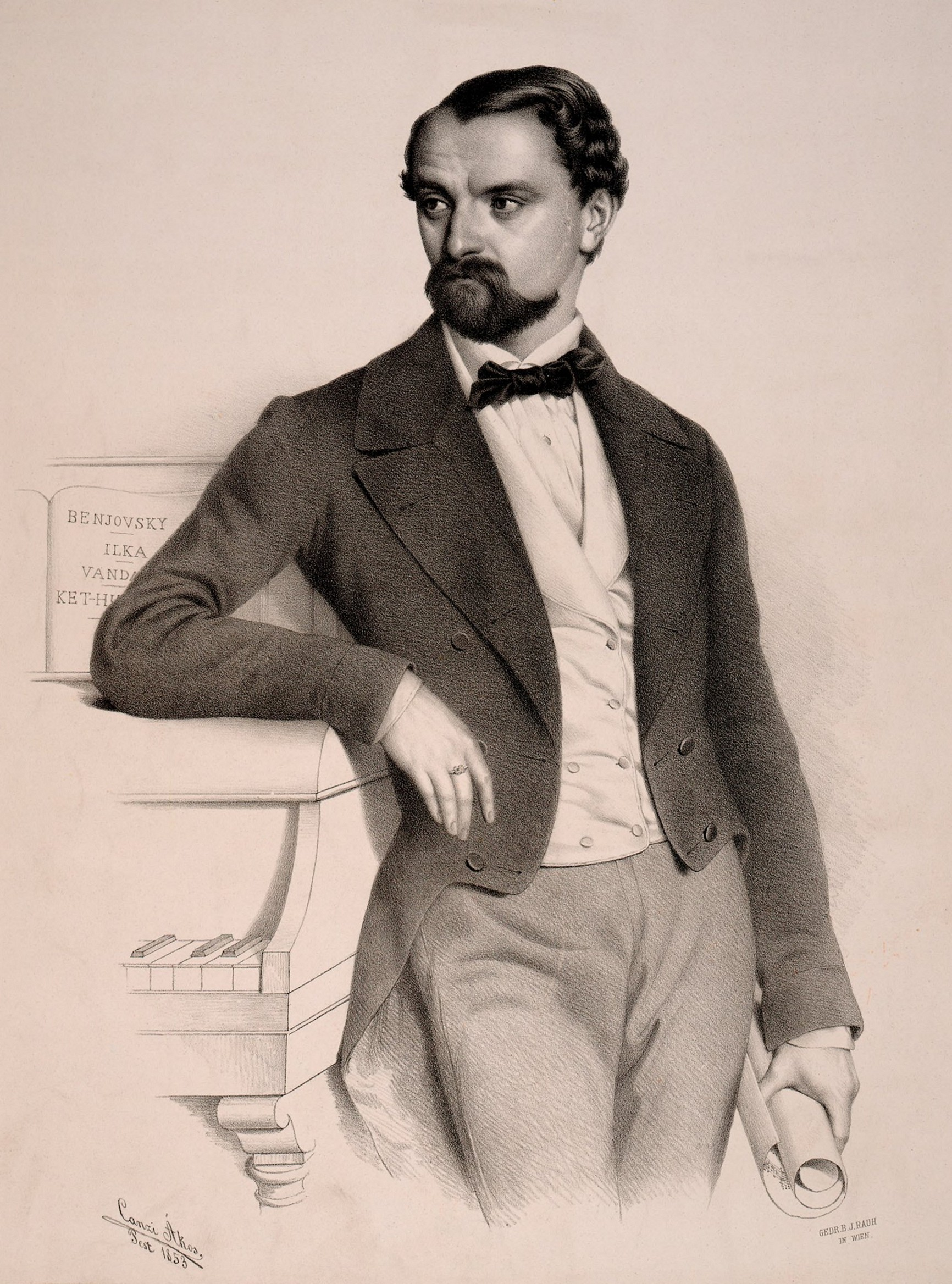
Franz Doppler, Lithographie von Ágost Elek Canzi (1808–1866)

Albert Franz Doppler, Albert Ferenc Doppler, (* 16. Oktober 1821 in Lemberg, Galizien; † 27. Juli 1883 in Baden bei Wien) war ein österreichisch-ungarischer Flötist, Komponist und Dirigent. Sein Bruder war der Komponist Karl Doppler, seine Nichte die Theaterschauspielerin Olga Doppler-Alsen, sein Neffe der Komponist Árpád Doppler.

## Leben
In einem Nachruf heißt es: „Franz Doppler wurde im Jahre 1821 zu Lemberg als der Sohn eines Militär-Capellmeisters geboren, der später als Hautboist an das Warschauer Theater kam. Von seinem Vater, Joseph Doppler, erhielt den ersten musikalischen Unterricht, der auf so guten Boden fiel, dass er schon am 1. Juli 1831 als neunjähriger Knabe das erste Flöten-Concert im dortigen Redoutensaale geben konnte.“ Als Dreizehnjähriger debütierte er in Wien, bevor er mit seinem Bruder Karl Doppler als Duo auftrat. Im Jahre 1838 wurde Franz Doppler „Erster Flötist“ am Deutschen Theater Pest, und drei Jahre später am Nemzeti Színház (Nationaltheater in Budapest). In dieser Zeit gab er mit mehreren Opern seinen Einstand als Komponist und wurde so gemeinsam mit Ferenc Erkel zum „Geburtshelfer“ der ungarischen Nationalmusik. Zusammen mit seinem Bruder Karl und dem Kollegen Erkel gehörte er 1853 überdies zu den Gründern des ersten ungarischen Symphonieorchesters.
Danach ging Franz Doppler wieder mit seinem Bruder auf Konzertreisen. Sie konzertierten u. a. in Brüssel und Weimar, wo sie Franz Liszt begegneten, und traten 1856 zusammen mit Karl Hubay, dem Vater des berühmten Geigers Jenő Hubay, in London auf. Sowohl Franz Doppler als auch sein Bruder Karl blieben stets Anhänger der französischen Klappenflöte und des Systems Tulou.
Im Jahre 1858 wurde Franz Doppler „Erster Flötist“ und Dirigent an der Wiener Hofoper, später auch Chefdirigent, blieb jedoch stets der Flöte treu.
Von 1864 bis 1867 war Franz Doppler Professor für Flöte am Konservatorium der Gesellschaft der Musikfreunde in Wien. Er komponierte eine deutsche und mehrere ungarische Opern, Ballette, Flötenkonzerte und Bearbeitungen ungarischer Weisen.
Mit seinem Bruder Karl unternahm er als Flötenvirtuose weitere Konzertreisen durch ganz Europa und feierte dabei große Erfolge.
In den ersten Junitagen des Jahres 1883 traf Doppler, Kapellmeister an der Wiener Hofoper, als Kurgast in Baden bei Wien ein, wo er sieben Wochen später verschied. Er wohnte zuletzt in der Annagasse Nr. 8.

## Werke

### Bühnenwerke
- Benyovszky vagy A kamcsatkai számuzött (Graf Benyovsky oder Der Verwandte aus Kamtschatka), (nach August von Kotzebue), 1847
- Ilka és a huszártoborzó (Ilka und Die Husaren-Werbung), 1849
- Wanda, 1853
- Két huszár (Die beiden Husaren), 1853
- Salvator Rosa, Melodram, 1855
- Erzsébet (nur Ouvertüre und 1. Akt, 2. Akt von Ferenc Erkel, 3. Akt von Karl Doppler), 1857
- Judith, 1870

### Flöte
- Airs Valaques, fantaisie pour flute et piano, Op. 10
- Berceuse, Op. 15
- Mazurka de Salon, Op. 16[6]
- Nocturne, Op. 17[6]
- Konzert-Paraphrase über Motive aus Franz Schuberts Oper, Op. 18
- Nocturne, Op. 19
- Chanson d’amour – Air Varie, Op. 20
- Souvenir de Prague, Op. 24
- Andante und Rondo für 2 Flöten und Piano, Op. 25[6]
- Fantaisie pastorale hongroise, Op. 26
- Souvenir de Rigi, Op. 34[6]
- Ungarische Fantasie für 2 Flöten und Orchester, Op. 35
- Duettino hongrois, Op. 36
- Duettino americain, Op. 37
- Fantasie über das Lied "Mutterseelenallein" von Alb. Braun, Op. 41
- La sonnambula, Op. 42[6]
- Fantasie über ein Motiv von Beethoven, Op. 46
- Konzert für 2 Flöten in d-Moll